# Optično podvajanje frekvenc
Optično podvajanje frekvenc je nelinearen optični pojav, pri katerem na snov svetimo s svetlobo s frekvenco {\displaystyle \omega }, iz snovi pa dobimo tudi svetlobo z dvakratno frekvenco {\displaystyle 2\omega } oz. polovično valovno dolžino. Ta pojav je le poseben primer splošnejšega pojava, pri katerem vpada na snov valovanje z različnima frekvencama {\displaystyle \omega _{1}} in {\displaystyle \omega _{2}}, pri izstopu pa dobimo tudi svetlobo s frekvenco enako vsoti {\displaystyle \omega _{1}+\omega _{2}} oziroma razliki vstopnih frekvenc {\displaystyle |\omega _{1}-\omega _{2}|}.
Optično podvajanje frekvenc so prvi opazili P. A. Franken, A. E. Hill, C. W.Peters in G. Weinreich z Univerze v Michiganu, ZDA leta 1961. Fokusiran laserski snop z valovno dolžino 694 nm so poslali na vzorec SiO2. S spektrometrom so pri procesu zaznali nastajanje svetlobe z valovno dolžino 347 nm. Njihova zgodba je prerasla v mit, ker je pred objavo urednik revije Physical Review Letters signal pri valovni dolžini 347 nm zamenjal za smet in ga retuširal s fotografskega papirja.

## Pogoji za nastanek
Če snov postavimo v zunanje električno polje, se polarizira, saj se naboji znotraj snovi izmaknejo iz svojih ravnovesnih leg. V primeru podvajanja frekvenc je izvor električnega polja kar svetloba, s katero svetimo na snov. Do pojava podvajanja frekvenc pride le, če polarizacija snovi ni linearno odvisna od električne poljske jakosti svetlobe, ampak so pomembni tudi višji členi v razvoju. Zaradi tega pravimo, da je to nelinearen optičen pojav. 
Če polarizacijo snovi razvijemo po potencah zunanjega električnega polja, ki jo povzroča
{\displaystyle P_{i}=\epsilon _{0}\chi _{ij}^{(1)}E_{j}+\epsilon _{0}\chi _{ijk}^{(2)}E_{j}E_{k}}
bo predfaktor pri linearnem členu - optična susceptibilnost 1. reda {\displaystyle \chi _{ij}^{(1)}} - veliko večja od predfaktorja pri kvadratičnem členu - {\displaystyle \chi _{ij}^{(2)}}. Zaradi tega bomo nelinearne pojave opazili šele, ko bo električno polje, ki ga povzoča svetloba, dovolj veliko. Kot izvor tako močne svetlobe zato uporabimo laser.
Vrednosti {\displaystyle \chi _{ij}^{(2)}} so odvisne od simetrije snovi. Tako je pri centrosimetričnih kristalih (ki pri inverziji koordinatnega sistema enako izgledajo) {\displaystyle \chi _{ij}^{(2)}=0} in pri njih podvajanja frekvenc ne bomo opazili.
Tudi če svetimo na necentrosimetrični kristal, v splošnem svetlobe s podvojeno frekvenco ne bomo dobili. Njena intenziteta bo odvisna od smeri vpadne svetlobe glede na kristal.

## Intenziteta svetlobe s podvojeno frekvenco
Optimalna smer vpadne svetlobe je tista, pri kateri dobimo največjo intenziteto svetlobe s podvojeno frekvenco. Kako se električna poljska jakost svetlobe spreminja v kristalu, opišemo z valovno enačbo
{\displaystyle \nabla ^{2}\mathbf {E} -{\frac {\epsilon }{c^{2}}}{\frac {\partial ^{2}\mathbf {E} }{\partial t^{2}}}=\mu _{0}{\frac {\partial ^{2}\mathbf {P} _{NL}}{\partial t^{2}}},\quad P_{NLi}=\epsilon _{0}\chi _{ijk}^{(2)}E_{j}E_{k}}
kjer je {\displaystyle \mathbf {P} _{NL}} nelinearni del polarizacije, električno polje {\displaystyle \mathbf {E} } pa je vsota prispevkov svetlobe vseh frekvenc, ki se razširjajo po kristalu. Za primer, ko na kristal vpada svetloba s frekvencama {\displaystyle \omega _{1}} in {\displaystyle \omega _{2}} in iz kristala izhaja še svetloba frekvence {\displaystyle \omega _{3}=\omega _{1}+\omega _{2}}, bi polje v kristalu zapisali kot:
{\displaystyle \mathbf {E} =\mathbf {A_{1}} cos(\mathbf {k} _{1}\mathbf {r} -\omega _{1}t)+\mathbf {A_{2}} cos(\mathbf {k} _{2}\mathbf {r} -\omega _{2}t)+\mathbf {A_{3}} cos(\mathbf {k} _{3}\mathbf {r} -\omega _{3}t)}
pri čemer so {\displaystyle k_{1},k_{2},k_{3}} valovni vektorji prisotnega svetlobnega valovanja.
Ob predpostavki, da se amplitudi vhodne svetlobe {\displaystyle A_{1}} in {\displaystyle A_{2}} le malo spreminjata, lahko z reševanjem gornje valovne enačbe izračunamo, kakšna bo amplituda svetlobe s frekvenco, ki je enaka vsoti vhodnih. Dobimo, da je moč te novonastale svetlobe {\displaystyle P_{3}} sorazmerna:
{\displaystyle P_{3}\propto |A_{3}|^{2}\propto L^{2}\chi ^{2}|A_{1}|^{2}|A_{2}|^{2}\ {\frac {\sin ^{2}(\Delta kL/2)}{(\Delta k)^{2}}}}
kjer je {\displaystyle L} dolžina poti svetlobe skozi kristal, {\displaystyle \chi } efektivna susceptibilnost, določena s tenzorjem susceptibilnosti kot 
{\displaystyle \chi =\sum _{ijk}\chi _{ijk}\mathbf {e} _{3i}\mathbf {e} _{1j}\mathbf {e} _{2k}}
(vektorji {\displaystyle e_{a}} so enotski vektorji v smeri razširjanja svetlobe s frekvenco {\displaystyle \omega _{a}}) in 
{\displaystyle \Delta k=k_{1}+k_{2}-k_{3}}. 
Intenziteta podvojene svetlobe bo največja, ko bo {\displaystyle \chi } največji in {\displaystyle \Delta k=0}. Ta dva pogoja nam določata izbrane smeri, v katerih sta izpoljnjena.
Ko opazujemo podvojevanje frekvence, ki je le poseben primer tega, velja {\displaystyle \omega _{1}=\omega _{2}}.

## Ujemanje faz
Iz izraza za moč izhodne frekvenčno podvojene svetlobe vidimo, da bo intenziteta nastale svetlobe največja v primerih, ko velja {\displaystyle \Delta k=0}. Ta pojav imenujemo ujemanje faz. Določa nam, v katerih smereh glede na kristal moramo svetiti, da bomo dobili največ podvojene svetlobe. Za optično enoosne kristale ločimo dva tipa ujemanja faz:
- pogoj ujemanja faz 1. vrste: {\displaystyle n_{\omega _{3}}=n_{\omega _{1}}=n_{\omega _{2}}}
- pogoj ujemanja faz 2. vrste: {\displaystyle n_{\omega _{3}}=(n_{\omega _{1}}+n_{\omega _{2}})/2}

kjer {\displaystyle n} označuje lomni količnik snovi za dano frekvenco in izbrano polarizacijo, {\displaystyle \omega _{1,2}} ustrezata vhodni svetlobi, {\displaystyle \omega _{3}} pa podvojeni.
Primer rešitev za ujemanje faz 1. vrste prikazuje zgornja slika na desni. Dosežena je z izenačenjem lomnega količnika izredno polarizirane vhodne svetlobe ter redno polazirirane izhodne svetlobe. Rešitev dobimo v točki, kjer se elipsa (ki ustreza funkcijski obliki lomnega količnika v odvisnosti od vpadnega kota za izredno polarizirano vhodno svetlobo) in krog (ki ustreza funkcijski obliki lomnega količnika v odvisnosti od vpadnega kota za redno polarizirano podvojeno svetlobo) sekata. Funkcijsko obliko za izredni lomni količnik opisuje enačba elipse
{\displaystyle {\frac {1}{n^{2}(\vartheta )}}={\frac {\sin ^{2}\vartheta }{n_{e}^{2}}}+{\frac {\cos ^{2}\vartheta }{n_{o}^{2}}}}
kjer sta {\displaystyle n_{e},n_{o}} velikosti polosi elipse. Za redno polarizirano svetlobo pa je lomni količnih enak {\displaystyle n_{0}}. Iz enakosti, ki so v pogoju 1.vrste, torej dobimo kot {\displaystyle \vartheta }, pod katerim moramo svetiti glede na optično os kristala, da dobimo ujemanje faz.  
Rešitev za ujemanje faz 2. vrste prikazuje spodnja slika na desni. Ta je dosežena z izenačenjem povprečja lomnih količnikov  redno in izredno polarizirane vhodne svetlobe z redno polazirirano izhodno svetlobo. Že iz slike vidimo, da je ujemanje faz 2. vrste stabilnejše, saj je tudi pri majhnih odstopanjih od optimalnega kota {\displaystyle \vartheta } pogoj za ujemanje faz še vedno precej dobro izpolnjen.
Da dobimo res največjo možno intenziteto moramo izpolniti še pogoj za maksimalno efektivno susceptibilnost {\displaystyle \chi }.

## Uporaba
Podvajanje frekvenc se uporablja:
- v visokoločljivostni optični mikroskopiji, predvsem v biologiji in medicini. Ker podvajanje frekvenc nastopi samo v necetrosimetričnih snoveh, tudi s svetenjem na npr. tkivo, pride do podvajanja frekvnec samo na nekaterih strukturah. Primer take strukture je kolagen. Z uporabo pulznih laserjev in primernih filtrov lahko vzbujevalno svetlobo ločimo od podvojene. To nam omogoča mikroskopijo z resolucijo, boljšo od navadne konfokalne mikroskopije.
- za produkcijo zelene svetlobe iz podvojene infrardeče svetlobe. V industriji se ta mehanizem uporablja za izdelavo 'zelenih' laserskih kazalcev. V primeru, da niso opremljeni z ustreznimi infrardečimi filtri, so lahko potencialno nevarni. Možno je namreč puščanje infrardeče svetlobe, ki ni v vidnem spektru in zato v očesu ne vzbudi signala za mežikanje.
- za pridobivanje monokromatske svetlobe iz nemonokromatske v smereh, v katerih je izpoljeno ujemanje faz. Z vrtenjem kristala v tem primeru lahko dobimo celo izvor spremenljive frekvence.